# Tom Scott (youtuber)
Thomas Scott, beter bekend als Tom Scott, is een Britse presentator, entertainer, youtuber, webontwikkelaar en voormalig presentator van Gadget Geeks op Sky One. Hij woont in Londen en komt oorspronkelijk uit Mansfield, Nottinghamshire. Hij studeerde af aan de Universiteit van York met een opleiding in Engelse taalkunde.

## YouTube

### Tom Scott (hoofdkanaal)
Scott heeft een populair YouTube-kanaal met meer dan 6,2 miljoen abonnees en meer dan 1,7 miljard videoweergaven op zijn YouTube-kanaal in januari 2024. Reguliere rubrieken op het kanaal zijn Things You Might Not Know, Amazing Places, The Basics, en Built for Science evenals een serie-waarschuwing voor de toekomst van technologie, eenvoudigweg ⏩ genaamd. Hij speelt ook in en uploadde de comedy-panelshow Citation Needed, met de andere leden van zijn radio-comedygroep "The Technical Difficulties". Citation Needed is in 2018 na 8 seizoenen gestopt, echter zijn er hierna nog wel andere video's door deze groep gemaakt. Scott produceert daarnaast uitleg over computerbeveiligingsproblemen op Brady Haran's YouTube-kanaal Computerphile, naast andere projecten zoals taalwetenschap. Hij staat bekend om zijn rode T-shirts door een behoefte aan continuïteit tijdens het filmen.
Op 1 januari 2024 maakte Scott in een video bekend dat hij zal stoppen met het regelmatig plaatsen van video's. Hij benadrukte echter dat dit niet het eind van zijn YouTubecarrière is.

### Matt and Tom
Eind 2015 lanceerde Scott een YouTube-kanaal met zijn collega en vriend Matt Gray, “Matt and Tom”, bekend om zijn serie The Park Bench, waarin de twee regelmatig op een parkbankje zitten en video's bespreken van het andere kanaal van Scott, gebeurtenissen uit hun verleden, reizen, producten en verhalen met betrekking tot hun baan. Vanaf het begin tot maart 2018 werd de serie wekelijks geproduceerd, maar in hun aflevering 24 maart 2018 kondigden ze aan dat de serie niet langer volgens een regelmatig schema zou worden geproduceerd vanwege tijdgebrek. Ze merkten wel op dat ze van tijd tot tijd onregelmatige afleveringen zouden produceren, wanneer ze interessante dingen hadden om over te praten. Op 30 oktober 2018 sloten ze de reeks af met de aflevering "The Park Bench: 2015-2018", maar ze verklaarden dat het kanaal nog steeds zou worden gebruikt voor andere projecten.
Scott heeft een aantal quiz- en panelshows voor zijn YouTube-kanaal geproduceerd, waaronder Citation Needed (2014-2018), Game On (2016), Questionable (2016) en Lateral (2018). In 2019 begon hij een serie genaamd Game Garage, waarin elke aflevering in een nieuwe stijl van spelshow wordt uitgevoerd.
Scott is in 2019 een andere spelshow begonnen met de naam Two Of These People Are Lying, dit is een nieuwe serie van de comedygroep The Technical Difficulties.
In juli 2019 publiceerde Scott de YouTubeserie How To Build An App. Deze serie van 15 afleveringen vertelt over de meest voorkomende valkuilen bij het maken van een app. De serie, gesponsord door Google, behandelt onderwerpen zoals het controleren van ideeën, design, marketing en meer.

## Werk in andere media
Tom Scott is in 2004 begonnen met het produceren van een website die de noodprocedures van de Britse overheid parodieert, inclusief een gedeelte waarin wordt uitgelegd wat te doen in het geval van een zombie-apocalyps. Dit leidde tot het verzoek van de Cabinet Office de site te verwijderen. In reactie zei Scott dat hij een "beleefde reactie heeft gegeven waarin hij weigerde om de site te verwijderen", en de website is anno 2019 nog steeds live. Vier jaar later won zijn radio-uitzending op de University Radio York, "The Technical Difficulties", de Kevin Greening Award tijdens de Student Radio Awards. Meer recentelijk is The Technical Difficulties opnieuw gelanceerd als een podcast en als een serie op het YouTube-kanaal van Scott. In 2010 nam hij deel aan de serie “Four's Only Connect” maar werd in de halve finale verslagen. In 2012 nam Scott deel aan de Team in the Sky 1-serie Gadget Geeks, waar hij verantwoordelijk was voor de software-oplossingen.
In 2013 kreeg Scott veel aandacht door "Actual Facebook Graph Searches", een Tumblr-site die mogelijk gênante of gevaarlijke collatie van openbare Facebook-gegevens blootlegt met behulp van Facebook's Graph Search, zoals het tonen van mannen in Teheran die hebben gezegd "geïnteresseerd te zijn in mannen" of "alleenstaande vrouwen die in de buurt wonen en geïnteresseerd zijn in mannen en graag dronken worden". Een jaar later werkte Scott meer dan een jaar parttime voor UsVsTh3m.

### Emojli
Tom Scott, samen met Matt Gray, was in 2014 mede-oprichter van Emojli. Het was een parodie-emoji-only sociaal netwerk op basis van het sociale netwerk Yo. Het sloot in juli 2015 omdat het te duur was om te onderhouden, hoewel het soms wordt genoemd in de video's en toespraken van Scott.

### Web-apps
Andere webgerelateerde humor die Scott heeft gemaakt, is 'Evil', een webapp die de telefoonnummers van Facebook-gebruikers onthult, ‘Tweleted', waarmee verwijderde berichten van Twitter gelezen kunnen worden, en 'What's Osama bin Watchin?', die een afbeelding van Osama bin Laden en een meme-video van YouTube samenvoegde. In 2012 bracht Scott "Klouchebag" uit, een parodie op de sociaalmediaranglijst website Klout.

## Spreker
Tom Scott spreekt op evenementen en conferenties, voornamelijk over het internet, Youtube en technologie in het algemeen.
Hij heeft onder andere gesproken op dConstruct, de Eurovision TV Summit in Lucerne en bij Youth Marketing Strategy. Hij was ook ceremoniemeester op WHD.Global in Europa-Park in Duitsland waar hij onder andere Edward Snowden en Buzz Aldrin interviewde.

## Politiek

### Universiteit van York
In 2008 was Scott de UK-organisator van International Talk Like a Pirate Day.
Ook werd hij voorzitter van de studentenvereniging aan de Universiteit van York als "Mad Cap'n Tom Scott". Hij vertelde zijn ervaring in een tweedelige videoserie op het Matt and Tom kanaal.

### Britse Lagerhuisverkiezingen
In 2010, na het verliezen van een weddenschap dat de New Orleans Saints de Super Bowl 2010 zouden verliezen, deed hij mee als kandidaat parlementslid - opnieuw als "Mad Cap'n Tom" - in de kieskring Cities of London en Westminster, deze kandidatuur was niet serieus. Bij toeval stond Scott tegenover de Pirate Party-kandidaat Jack Nunn, wat in de BBC News Quiz werd beschreven als "een splitsing in de piratenstem".
Als onderdeel van zijn campagne beloofde hij belasting te schrappen op rum, scholen cursussen in zwaardvechten en kanonschieten te laten aanbieden, en een belasting van 50% op downloads van Cheryl Cole MP3's, voornamelijk vanwege zijn afkeer van de zangeres. Hij beschreef zijn kansen om te winnen in het conservatieve Westminster als “[s]omewhere ‘twixt a snowball’s chance in hell an’ zero’’ (Ergens tussen een sneeuwbal’s kans in hel, en nul). Hij ontving 84 stemmen, 0,2% van het totaal, inclusief de stem van de lead-gitarist van Oasis, Noel Gallagher.